# Dichapetalum cymosum
Dichapetalum cymosum är en tvåhjärtbladig växt som  beskrevs av William Jackson Hooker, och fick sitt nu gällande namn av Adolf Engler. Arten ingår i släktet Dichapetalum och familjen Dichapetalaceae. Inga underarter finns listade i Catalogue of Life.

## Bildgalleri

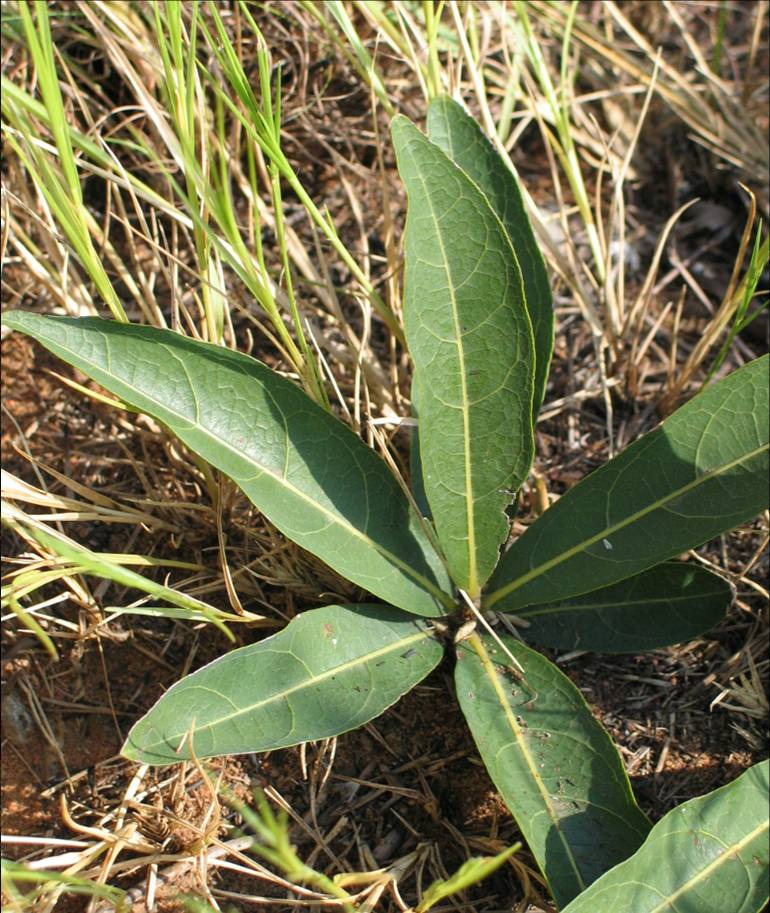
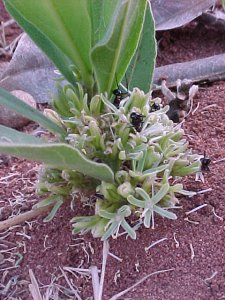